# Liga das Nações da CONCACAF A de 2023–24
A Liga das Nações da CONCACAF A de 2023–24 foi a primeira divisão da edição 2023–24 da Liga das Nações da CONCACAF, a terceira temporada da competição de futebol que envolve as 16 seleções nacionais masculinas de futebol da CONCACAF. A fase de grupos foi disputada entre 7 de setembro de 2023 até 17 de outubro de 2023, as quartas de final foi disputada em novembro de 2023 a  fase final e os Playoffs foi disputada em março de 2024.

## Formato
Um total de dezesseis equipes nacionais disputaram a Liga A, incluindo as doze equipes da temporada 2022-23 e quatro promovidas da Liga B 2022-23. Como resultado da expansão para 16 equipes, não houve equipes rebaixadas na última temporada, de modo que as doze equipes da temporada 2022-23 permaneceram na Liga A para esta edição.
Cuba, Haiti e Trinidad e Tobago retornaram à Liga A após uma temporada de ausência. A Guatemala chegou à primeira divisão da Liga das Nações da CONCACAF pela primeira vez depois de começar na Liga C na edição inaugural e subir da Liga B na temporada anterior.
A Nicarágua havia se qualificado para a Liga A como vencedora do Grupo C da Liga B, mas foi desqualificada por ter escalado um jogador irregular. Como resultado, eles foram substituídos por Trinidad e Tobago em 12 de junho de 2023, e a Nicarágua substituiu Trinidad e Tobago na Liga B.
| Promovidos da Liga das Nações da CONCACAF B de 2022–23 |
| ------------------------------------------------------ |
| - Cuba - Guatemala - Haiti - Trinidad e Tobago         |

### Sorteio
O sorteio acontenceu em 16 de maio de 2023, em Miami, nos Estados Unidos, na sede da CONCACAF. As melhores seleções do ranking da CONCACAF: Canadá, Costa Rica, Estados Unidos e México se classificaram para a quartas de final, já as outras 12 seleções foram sorteadas em 6 potes de 2 seleções por ordem de ranking.
| Seleção   | Pts   | Pos |
| --------- | ----- | --- |
| Panamá    | 1.695 | 5   |
| Haiti     | 1.482 | 6   |
| Jamaica   | 1.479 | 7   |
| Guatemala | 1.405 | 8   |

| Seleção     | Pts   | Pos |
| ----------- | ----- | --- |
| Honduras    | 1.403 | 9   |
| El Salvador | 1.330 | 10  |
| Martinica   | 1.246 | 12  |
| Cuba        | 1.176 | 13  |

| Seleção           | Pts   | Pos |
| ----------------- | ----- | --- |
| Curaçau           | 1.171 | 14  |
| Suriname          | 1.079 | 16  |
| Trinidad e Tobago | 1.254 | 11  |
| Granada           | 791   | 25  |

## Fase de grupos

### Grupo A
| Pos | Equipe            | Pts | J | V | E | D | GP | GC | SG | Classificação ou descenso         |     | Panamá | Trindade e Tobago | Martinica | Guatemala | Curaçau | El Salvador |
| --- | ----------------- | --- | - | - | - | - | -- | -- | -- | --------------------------------- | --- | ------ | ----------------- | --------- | --------- | ------- | ----------- |
| 1   | Panamá            | 10  | 4 | 3 | 1 | 0 | 9  | 2  | +7 | Classificados as Quartas de Final |     | —      |                   | 3–0       | 3–0       |         |             |
| 2   | Trinidad e Tobago | 9   | 4 | 3 | 0 | 1 | 10 | 9  | +1 | Classificados as Quartas de Final |     |        | —                 |           | 3–2       | 1–0     |             |
| 3   | Martinica         | 7   | 4 | 2 | 1 | 1 | 2  | 3  | −1 |                                   |     |        |                   | —         |           | 1–0     | 1–0         |
| 4   | Guatemala         | 4   | 4 | 1 | 1 | 2 | 5  | 7  | −2 |                                   | 1–1 |        |                   | —         |           | 2–0     |             |
| 5   | Curaçau           | 3   | 4 | 1 | 0 | 3 | 6  | 7  | −1 | Rebaixados a Liga B               |     | 1–2    | 5–3               |           |           | —       |             |
| 6   | El Salvador       | 1   | 4 | 0 | 1 | 3 | 2  | 6  | −4 | Rebaixados a Liga B               |     |        | 2–3               | 0–0       |           |         | —           |

Atenção os horários seguem o horário local
| 7 de setembro de 2023 | Trinidad e Tobago | 1 – 0     | Curaçau | Estádio Nacional Hasely Crawford Porto da Espanha |
| 18:00 (UTC−4)         | James 87'         | Relatório |         | Árbitro: JAM Daneon Parchment                     |

| 7 de setembro de 2023 | Panamá                                            | 3 – 0     | Martinica | Estádio Universitário Latino Penonomé |
| 19:06 (UTC−5)         | Fajardo 9' · Moltenis 47' (g.c.) · Waterman 90+3' | Relatório |           | Árbitro: MEX Marco Ortiz              |

| 7 de setembro de 2023 | Guatemala             | 2 – 0     | El Salvador | Doroteo Guamuch Flores Cidade da Guatemala |
| 18:10 (UTC−5)         | Mejía 15' · Altán 78' | Relatório |             | Árbitro: HON Selvin Brown                  |

| 10 de setembro de 2023 | Martinica  | 1 – 0     | Curaçau | Estádio Pierre-Aliker Forte da França |
| 20:00 (UTC−4)          | Labeau 48' | Relatório |         | Árbitro: PAN Oliver Vergara           |

| 10 de setembro de 2023 | Guatemala  | 1 – 1     | Panamá         | Doroteo Guamuch Flores Cidade da Guatemala |
| 18:06 (UTC−5)          | Santis 71' | Relatório | Davis 7' (pen) | Árbitro: HON Said Martínez                 |

| 10 de setembro de 2023 | El Salvador            | 2 – 3     | Trinidad e Tobago                    | Estádio Jorge "El Mágico" González San Salvador |
| 21:10 (UTC−5)          | Zavaleta 17' · Gil 53' | Relatório | Telfer · Shaw 51' (pen) · García 71' | Árbitro: CRC Ricardo Montero                    |

| 13 de outubro de 2023 | Curaçau     | 1 – 2     | Panamá                       | Estádio Ergilio Hato Willemstad |
| 17:00 (UTC−4)         | Janga 90+5' | Relatório | Bárcenas 29' · Rodríguez 77' | Árbitro: USA Ismail Elfath      |

| 13 de outubro de 2023 | Martinica  | 1 – 0     | El Salvador | Estádio Pierre-Aliker Forte da França |
| 19:00 (UTC−4)         | Marajo 23' | Relatório |             | Árbitro: MEX César Ramos              |

| 13 de outubro de 2023 | Trinidad e Tobago                             | 3 – 2     | Guatemala              | Estádio Hasely Crawford Porto da Espanha |
| 21:00 (UTC−4)         | Alvin Jones 36' (pen) · Moore 54' · James 89' | Relatório | Rubin 12' · Santis 31' | Árbitro: SLV Iván Barton                 |

| 17 de outubro de 2023 | Panamá                                          | 3 – 0     | Guatemala | Estádio Rommel Fernández Cidade do Panamá |
| 20:00 (UTC−5)         | Carrasquilla 14' · Davis 48' (pen) · Ayarza 89' | Relatório |           | Árbitro: USA Armando Villarrea            |

| 17 de outubro de 2023 | El Salvador | 0 – 0     | Martinica | Estádio Jorge "El Mágico" González San Salvador |
| 20:00 (UTC−5)         |             | Relatório |           | Árbitro: CAN Drew Fisher                        |

| 17 de outubro de 2023 | Curaçau                                                             | 5 – 3     | Trinidad e Tobago                   | Estádio Ergilio Hato Willemstad |
| 21:00 (UTC−4)         | Janga 7' (81) · Roemeratoe 12' · Gorré 56' (pen) · Bacuna 78' (pen) | Relatório | Moore 68' · Lee-Him 74' · Moses 86' | Árbitro: HON Said Martínez      |

### Grupo B
| Pos | Equipe   | Pts | J | V | E | D | GP | GC | SG  | Classificação ou descenso         |  | Jamaica | Honduras | Suriname | Cuba | Haiti | Granada |
| --- | -------- | --- | - | - | - | - | -- | -- | --- | --------------------------------- |  | ------- | -------- | -------- | ---- | ----- | ------- |
| 1   | Jamaica  | 10  | 4 | 3 | 1 | 0 | 10 | 5  | +5  | Classificados as Quartas de Final |  | —       | 1–0      |          |      | 2–2   |         |
| 2   | Honduras | 7   | 4 | 2 | 1 | 1 | 8  | 1  | +7  | Classificados as Quartas de Final |  |         | —        |          | 4–0  |       | 4–0     |
| 3   | Suriname | 5   | 4 | 1 | 2 | 1 | 6  | 3  | +3  |                                   |  |         |          | —        |      | 1–1   | 4–0     |
| 4   | Cuba     | 5   | 4 | 1 | 2 | 1 | 1  | 0  | +1  |                                   |  | 0–0     | 1–0      | —        |      |       |         |
| 5   | Haiti    | 3   | 4 | 0 | 3 | 1 | 5  | 6  | −1  | Rebaixados a Liga B               |  | 2–3     |          |          | 0–0  | —     |         |
| 6   | Granada  | 1   | 4 | 0 | 1 | 3 | 2  | 13 | −11 | Rebaixados a Liga B               |  | 1–4     |          | 1–1      |      |       | —       |

## Quartas de final
Os confrontos das quartas de final foram determinados com base no ranking da CONCACAF de 18 de outubro de 2023 e nos resultados da fase de grupos para os primeiros e segundos colocados de cada grupo.
| Seleção        | Pts   | Pos |
| -------------- | ----- | --- |
| México         | 2.020 | 1   |
| Estados Unidos | 1.917 | 2   |
| Canadá         | 1.821 | 3   |
| Costa Rica     | 1.805 | 4   |

| Seleção           | Pts | SG |
| ----------------- | --- | -- |
| Panamá            | 10  | 7  |
| Jamaica           | 10  | 5  |
| Trinidad e Tobago | 9   | 1  |
| Honduras          | 7   | 7  |

Ranking da Concacaf outubro de 2023.

### Confrontos
| Equipe 1       | Total       | Equipe 2          | 1.º jogo | 2.º jogo |
| -------------- | ----------- | ----------------- | -------- | -------- |
| Honduras       | 2–2 (2–4 p) | México            | 2–0      | 0–2      |
| Estados Unidos | 4–2         | Trinidad e Tobago | 3–0      | 1–2      |
| Jamaica        | 4–4 gf      | Canadá            | 1–2      | 3–2      |
| Costa Rica     | 1–6         | Panamá            | 0–3      | 1–3      |

### Jogos de ida
| 16 de novembro de 2023 | Estados Unidos                      | 3 – 0     | Trinidad e Tobago | Q2 Stadium Austin          |
| 20:00 (UTC−6)          | Pepi 82' · Robinson 86' · Reyna 89' | Relatório |                   | Árbitro: JAM Oshane Nation |

| 16 de novembro de 2023 | Costa Rica | 0 – 3     | Panamá                                 | Estádio Ricardo Saprissa San José |
| 21:00 (UTC−6)          |            | Relatório | Murilo 4' · Fajardo 29' · Waterman 60' | Árbitro: GUA Mário Escobar        |

| 17 de novembro de 2023 | Honduras                | 2 – 0     | México | Estádio Chelato Uclés Tegucigalpa |
| 20:00 (UTC−6)          | Lozano 30' · Róchez 72' | Relatório |        | Árbitro: CRC Juan Calderón        |

| 18 de novembro de 2023 | Jamaica       | 1 – 2     | Canadá                      | National Stadium Independence Kingston |
| 10:30 (UTC−5)          | Nicholson 56' | Relatório | David 45+1' · Eustáquio 85' | Árbitro: USA Tori Penso                |

### Jogos de volta
| 20 de novembro de 2023 | Trinidad e Tobago     | 2 – 1     | Estados Unidos | Estádio Hasely Crawford Port of Spain |
| 20:00 (UTC−4)          | Moore 43' · Jones 57' | Relatório | Robinson 25'   | Árbitro: GUA Walter López             |

| 20 de novembro de 2023 | Panamá                                           | 3 – 1     | Costa Rica | Estádio Rommel Fernández Panamá |
| 21:00 (UTC−5)          | Fajardo 20' · Rodríguez 23' · Bárcenas 43' (pen) | Relatório | Calvo 51'  | Árbitro: HON Said Martínez      |

| 21 de novembro de 2023 | Canadá                | 2 – 3     | Jamaica                                       | BMO Field Toronto        |
| 19:30 (UTC−5)          | Davies 25' · Koné 69' | Relatório | Nicholson 62', 66' · Decordova-Reid 78' (pen) | Árbitro: MEX César Ramos |

| 21 de novembro de 2023 | México                      | 2 – 0 (pro) | Honduras | Estádio Azteca México    |
| 20:30 (UTC−6)          | Chávez 43' · Álvarez 90+11' | Relatório   |          | Árbitro: SLV Iván Barton |

|                               |       | Penalidades              |  |
| Giménez Vásquez Pineda Huerta | 4 – 2 | Róchez Acosta Elis Najar |  |

## Playoffs
Os playoffs foram uma forma de classificação das seleções eliminadas na quartas de final para a Copa América de 2024. Foi disputada por 4 seleções, de modo que as que venceram avançaram para a Copa América de 2024.
| Equipe 1   | Resultado | Equipe 2           |
| ---------- | --------- | ------------------ |
| Canadá     | 2–0       | Trinidade e Tobago |
| Costa Rica | 3–1       | Honduras           |

| 23 de março de 2024 | Canadá                      | 2 – 0     | Trinidad e Tobago | Toyota Stadium Frisco    |
| 15:00 (UTC−5)       | Larin 61' Shaffelburg 90+1' | Relatório |                   | Árbitro: MEX Marco Ortiz |

| 23 de março de 2024 | Costa Rica                              | 3 – 1     | Honduras     | Toyota Stadium Frisco      |
| 18:15 (UTC−5)       | Orlando 12' · Madrigal 56' · Brenes 62' | Relatório | Chirinos 10' | Árbitro: USA Ismail Elfath |

- Canadá e  Costa Rica estão classificados para a Copa América de 2024.

## Fase final
A classificação de pontos obtidos durante as quartas de final determinou os confrontos: o 1º enfrentaria o 4º, já o 2º enfrentaria o 3º. As partidas da fase final foram disputadas no AT&T Stadium, em Arlington, no subúrbio de Dallas, nos Estados Unidos.

### Classificação após as Quartas de Final
| Pos. | Seleções       | Pts | J | V | E | D | GP | GC | SG |  |
| ---- | -------------- | --- | - | - | - | - | -- | -- | -- |  |
| 1    | Panamá         | 6   | 2 | 3 | 0 | 0 | 6  | 1  | +5 |  |
| 2    | Estados Unidos | 3   | 2 | 1 | 0 | 1 | 4  | 2  | +2 |  |
| 3    | Jamaica        | 3   | 2 | 1 | 0 | 1 | 4  | 4  | 0  |  |
| 4    | México         | 3   | 2 | 1 | 0 | 1 | 2  | 2  | 0  |  |

### Chaveamento
|  | Semifinais              | Semifinais     |                             |   | Final | Final |
|  |                         |                |                             |   |       |       |
|  | 21 de março – Arlington |                |                             |   |       |       |
|  |                         |                |                             |   |       |       |
|  | Panamá                  | 0              |                             |   |       |       |
|  | Panamá                  | 0              | 24 de março – Arlington     |   |       |       |
|  | México                  | 3              |                             |   |       |       |
|  | México                  | 3              | México                      | 0 |       |       |
|  | 21 de março – Arlington |                | México                      | 0 |       |       |
|  |                         | Estados Unidos | 2                           |   |       |       |
|  | Estados Unidos          | Estados Unidos | 2                           | 3 |       |       |
|  | Estados Unidos          |                |                             | 3 |       |       |
|  | Jamaica                 | 1              |                             |   |       |       |
|  | Jamaica                 | 1              | Disputa pelo terceiro lugar |   |       |       |
|  |                         |                |                             |   |       |       |
|  | 24 de março – Arlington |                |                             |   |       |       |
|  |                         |                |                             |   |       |       |
|  | Panamá                  | 0              |                             |   |       |       |
|  | Panamá                  | 0              |                             |   |       |       |
|  | Jamaica                 | 1              |                             |   |       |       |

### Semifinais
| 21 de março de 2024 | Estados Unidos                        | 3 – 1 (pro) | Jamaica  | AT&T Stadium Arlington    |
| 18:00 (UTC−5)       | Burke 90+6' (g.c.) · Wright 96', 109' | Relatório   | Leigh 1' | Árbitro: HON Selvin Brown |

| 21 de março de 2024 | Panamá | 0 – 3     | México                                  | AT&T Stadium Arlington    |
| 21:15 (UTC−5)       |        | Relatório | Álvarez 40' · Quiñones 43' · Pineda 67' | Árbitro: GUA Walter López |

### Disputa pelo terceiro lugar
| 24 de março de 2024 | Panamá | 0 – 1     | Jamaica       | AT&T Stadium Arlington  |
| 17:00 (UTC−5)       |        | Relatório | Lembikisa 41' | Árbitro: USA Tori Penso |

### Final
| 24 de março de 2024 | México | 0 – 2     | Estados Unidos        | AT&T Stadium Arlington    |
| 20:15 (UTC−5)       |        | Relatório | Adams 45' · Reyna 63' | Árbitro: CAN Drew Fischer |

### Campeão
| Liga das Nações da Concacaf 2023-24 |
| Estados Unidos                      |
| ----------------------------------- |
| Estados Unidos Campeão (3º título)  |